# Palazzo Marzano
Il Palazzo Marzano è il palazzo più antico di Foggia, si affaccia in via Arpi, ed era appartenente alla famiglia Marzano, dei duchi di Sessa. Lo stabile fu costruito per Simonetto Marzano sul suolo ove sin dal 1407 sorgeva l'omonimo palazzo Marzano, come si rileva in un documento di pari data. Il suo proprietario fece incidere sulla facciata prospiciente via Arpi la seguente iscrizione: Simonettus Marzanus hanc conspicuam patriae, sibi suisque, amicis omnibus a fundamenta erexit. In origine si accedeva al palazzo da via Arpi, adesso invece si accede da piazza Mercato.